# Loranum
Loranum je arheološko nalazište u uvali Starom Trogiru, na području mjesta Vinišća, općina Marina.

## Opis
Vrijeme nastanka: 2. do 5. godina. U uvali Stari Trogir nalaze se dobro očuvani arhitektonski ostatci antičkog rimskodobnog kompleksa. Rimske građevine temeljene su na hridima uz more čiji se masivi pružaju dalje u more i kopno prema vinogradima. Orijentacija kompleksa određena je konfiguracijom terena smjera sjeverozapad-jugoistok. Visina zidova na cijelom kompleksu varira od 1 do 3m. Zidovi su građeni od priklesanog kamena, nepravilne su strukture, a povezani su čvrstom vapnenom i vodonepropusnom žbukom. Arheološko nalazište nije istraženo te nije moguće sa sigurnošću utvrditi njegovu namjenu.

## Zaštita
Pod oznakom Z-5302 zaveden je kao nepokretno kulturno dobro - pojedinačno, pravna statusa zaštićena kulturnog dobra, klasificirano kao "arheološka baština".